# My Suicide
Pour plus de détails, voir Fiche technique et Distribution.
My Suicide (aussi connu sous le nom Archie's Final Project) est une comédie dramatique américaine réalisée par David Lee Miller et sortie en 2009.

## Fiche technique
- Titre original : My Suicide
- Réalisation : David Lee Miller
- Scénario : David Lee Miller, Eric J. Adams, Jordan J. Miller et Gabriel Sunday
- Photographie : Angie Hill et Lisa Wiegand
- Montage : Jordan J. Miller et Gabriel Sunday
- Musique : Tim Kasher
- Costumes : Amanda Oliver et Caitlin Winn
- Décors : Lea Edson
- Animation : Arvin Bautista
- Producteur : Eric J. Adams, Larry Janss, David Lee Miller et Todd Traina
  - Producteur délégué : Polly Anthony, William T. Conway, Karen Dean Fritts, Alana Henry, Ken Hertz, Jimmy Iovine, Michael McDonough, Julia Pistor, Karyn Rachtman, Harold Ramis et Steven Jay Rubin
  - Producteur exécutif : Kimberley Browning et Sarah J. Donohue
  - Producteur associé : Steven Buhai et Sarah Rivka
  - Coproducteur : Minor Childers, Jordan J. Miller et Gabriel Sunday
- Sociétés de production : Regenerate Films, Archie Films, Go Code Productions, Interscope Films, Luminaria Films et Red Rover Films
- Sociétés de distribution : Big Air Studios et Rocket Releasing
- Pays d'origine :  États-Unis
- Langue originale : anglais
- Format : couleur
- Genre : Comédie noire
- Durée : 107 minutes
- Dates de sortie :
  - Allemagne : 7 février 2009 (Berlin)
  - États-Unis :
    - avril 2009 (Newport Beach)
    - 23 septembre 2011 (en salles)

  - Canada : 2 octobre 2009 (Edmonton)

## Distribution
- Gabriel Sunday : Archie Holden Buster Williams
- Brooke Nevin : Sierra Silver
- David Carradine : Jesse Gabriel Vargas
- Joe Mantegna : Gafur Chandrasakar
- Mariel Hemingway : Charlotte Silver
- Nora Dunn : Gretchen Williams
- Michael Welch : Earl
- Zachary Ray Sherman : Corey
- Tony Hale : Carmelo Peters
- Sandy Martin : Mme Ellis
- Kurtis Bedford : M. Bedford
- Tim Halligan : Coleman Silver
- Robert Kurcz : Daryl Williams
- Harry Shearer : Caress Moscowitz
- Vanessa Lengies : Mallory
- Steven Anthony Lawrence : Freud Boy
- Caker Folley : "Party Ho"
- Jennifer R. Davis : Extra
- Jordan J. Miller : Jordan Jah!
- David Lee Miller : l'homme qui fouille dans les ordures
- Sarah Willis : la fille gothique
- Dree Hemingway : une chrétienne
- Kyle Martin : Sktchy Boy